# RSM Classic
El RSM Classic es un torneo de golf del PGA Tour que se juega en otoño en Georgia. Debutó en octubre de 2010 en el Sea Island Golf Club de St. Simons. El torneo fue conocido como McGladrey Classic hasta 2015, cuando el nombre del patrocinador principal cambió de McGladrey a RSM US.
Los profesionales residentes de la gira Davis Love III y Zach Johnson iniciaron el evento en marzo de 2010, donde ayudaron a revelar el nuevo logo que fue pintado por Rock Demarco. El evento inaugural en 2010 fue ganado por Heath Slocum, un golpe por delante del subcampeón Bill Haas.
Desde 2015, el evento se ha jugado en los campos Seaside y Plantation en Sea Island, con el campo ampliado a 156 jugadores. Entre 2015 y 2019 fue el último evento oficial del PGA Tour y solo se llevaron a cabo algunos torneos no oficiales hasta que la temporada se reanudó en enero.

## Ganadores
| Año               | Ganador            | Puntaje     | Al par      | Margen de victoria | Segundo(s)                                                    | Bolsa del ganador ($) | Bolsa ($)   |             |             |
| RSM Classic       | RSM Classic        | RSM Classic | RSM Classic | RSM Classic        | RSM Classic                                                   | RSM Classic           | RSM Classic | RSM Classic | RSM Classic |
| ----------------- | ------------------ | ----------- | ----------- | ------------------ | ------------------------------------------------------------- | --------------------- | ----------- | ----------- | ----------- |
| 2020              | Robert Streb (2)   | 263         | −19         | Playoff            | Kevin Kisner                                                  | 1,188,000             | 6.600.000   |             |             |
| 2019              | Tyler Duncan       | 263         | −19         | Playoff            | Webb Simpson                                                  | 1,188,000             | 6.600.000   |             |             |
| 2018              | Charles Howell III | 263         | −19         | Playoff            | Patrick Rodgers                                               | 1,152,000             | 6.400.000   |             |             |
| 2017              | Austin Cook        | 261         | −21         | 4 golpes           | J. J. Spaun                                                   | 1,116,000             | 6.200.000   |             |             |
| 2016              | Mackenzie Hughes   | 265         | −17         | Playoff            | Blayne Barber Billy Horschel Henrik Norlander Camilo Villegas | 1.080.000             | 6.000.000   |             |             |
| 2015              | Kevin Kisner       | 260         | −22         | 6 golpes           | Kevin Chappell                                                | 1.026.000             | 5.700.000   |             |             |
| McGladrey Classic |                    |             |             |                    |                                                               |                       |             |             |             |
| 2014              | Robert Streb       | 266         | −14         | Playoff            | Brendon de Jonge Will MacKenzie                               | 1,008,000             | 5,600,000   |             |             |
| 2013              | Chris Kirk         | 266         | −14         | 1 golpe            | Briny Baird Tim Clark                                         | 990.000               | 5.500.000   |             |             |
| 2012              | Tommy Gainey       | 264         | −16         | 1 golpe            | David Toms                                                    | 720.000               | 4.000.000   |             |             |
| 2011              | Ben Crane          | 265         | −15         | Playoff            | Webb Simpson                                                  | 720.000               | 4.000.000   |             |             |
| 2010              | Heath Slocum       | 266         | −14         | 1 golpe            | Bill Haas                                                     | 720.000               | 4.000.000   |             |             |